# The Forsaken (Star Trek: Deep Space Nine)
"The Forsaken" és el dissetè episodi de la sèrie de televisió de ciència-ficció estatunidenca Star Trek: Deep Space Nine, emès durant la primera temporada. Originalment es va emetre en redifusió a partir del 24 de maig de 1993. L'episodi va ser dirigit per Les Landau.
Ambientada al segle XXIV, la sèrie segueix les aventures a Espai Profund 9, una estació espacial situada prop d'un forat de cuc estable entre els Quadrants Alfa i Gamma de la Via Làctia, prop del planeta Bajor, mentre els bajorans es recuperen d'una brutal ocupació de dècades pels imperialistes cardassians. En aquest episodi, el Dr. Julian Bashir és assignat a fer de cangur per a quatre ambaixadors visitants, el cap Miles O'Brien s'encarrega d'un programa informàtic alienígena descarregat d'una sonda i Odo s'enfronta a una Lwaxana Troi profundament enamorada.

## Càsting
En aquest episodi apareix Majel Barrett com la coqueta Ambaixadora Troi (Lwaxana Troi), un personatge establert anteriorment a Star Trek: La Nova Generació, i la mare de Deanna Troi (també coneguda com la Consellera Troi). Majel Barrett va participar en moltes sèries de «Star Trek», incloent-hi el pilot dels anys 60, la sèrie original (com a infermera Christine Chapel) i com a veu de l'ordinador de la nau en diverses sèries.
Altres convidats són Constance Towers, Michael Ensign, Jack Shearer, i Benita Andre.

## Argument
Espai Profund 9 acull una delegació d'ambaixadors de la Federació, i el comandant Benjamin Sisko dóna a Bashir l'"honor" de donar-los la benvinguda a l'estació. Mentre Bashir s'esforça per complaure els altres tres dignataris, l'ambaixador Lwaxana Troi exclama que algú li ha robat el fermall. Odo deté el lladre, i Lwaxana s'enamora instantàniament de l'agent.
Més tard, Lwaxana arriba a l'oficina d'Odo per flirtejar amb ell. Odo se sent incòmode amb la seva atenció i escapa amb un pretext. A l'oficina de Sisko, Odo demana consell sobre com afrontar el comportament agressiu de Lwaxana, però Sisko s'ho passa bé i no ofereix cap ajuda.
Mentrestant, una misteriosa nau semblant a una sonda passa pel forat de cuc. Dax i O'Brien intenten analitzar-lo, descarregant el seu programari a Espai Profund 9.
Mentre Lwaxana segueix Odo fins a un turboascensor, ell intenta rebutjar-la dient-li que ha de tornar a l'estat líquid cada setze hores, però ella no es desanima. Una fallada del sistema els uneix al turboascensor. Mentre Lwaxana parla per allunyar-se del perill, Odo es torna menys hostil cap a ella i aviat li parla del seu passat. Se sent molt incòmode, ja que aviat haurà de tornar al seu estat líquid.
Mentre intenta reparar els sistemes de l'estació, O'Brien descobreix que l'ordinador li és menys hostil del que és habitual, però sembla que s'espatlla cada vegada que n'és lluny. Dax i Kira dedueixen que la informació descarregada de la sonda alienígena és una forma de vida no sensible, que s'ha unit a O'Brien com un cadell.
La tripulació intenta transferir els fitxers de la forma de vida alienígena fora de l'estació, però alguna cosa va malament i una onada de plasma crea un incendi que posa en perill Bashir i els ambaixadors. O'Brien finalment decideix construir una "caseta de gos" dins de l'ordinador per al seu petit "cadell" perdut. Contenir-la resol els seus problemes.
Mentrestant, al turboascensor, Odo comença a perdre el control de la seva forma. Lwaxana intenta donar-li suport, però ell es gira i diu que ningú l'ha vist mai així. Ella es treu la perruca i li diu que ningú l'ha vist mai així tampoc. Mentre s'uneixen pel seu moment de vulnerabilitat compartit, deixa que Odo es "fongui" a la seva falda.
Bashir salva els ambaixadors del foc amagant-se en un sostre. En sortir, l'anomenen heroi. Odo i Lwaxana són rescatats del turboascensor amb un nou apreci per la companyia mútua. Sisko accepta permetre que O'Brien "es quedi el cadell".

## Actors convidats
- Majel Barrett com a Ambaixadora Troi
- Constance Towers com a Ambaixadora Taxco
- Michael Ensign com a Ambaixador Lojal
- Jack Shearer com a Ambaixador Vadosia
- Benita Andre com Anara

## Producció
El títol provisional de l'episodi era "Only the Lonely", una referència a una cançó de Roy Orbison.
Segons Jim Trombetta, autor del guió, la història d'Odo pretenia abordar els problemes dels estereotips típics del rol masculí. S'espera que els homes tinguin un comportament dur i no se'ls permet mostrar cap debilitat. Odo encaixa en aquesta imatge simplement a través de la seva feina com a cap de seguretat. En aquest episodi, però, es troba en una situació en què no té més remei que buscar ajuda d'una altra persona.

## Recepció
En la seva ressenya de l'episodi de The A.V. Club, Zack Handlen va escriure: "A la seva manera, Lwaxana és tan inadaptada com Odo, ja sigui per la seva elecció o per algun aspecte fonamental de la seva personalitat que la porta a prendre les seves decisions. Al final de l'episodi, Lwaxana flirteja per última vegada abans de marxar, i per una vegada, la vista no em va fer immutar. Potser no és la persona amb qui és més fàcil tractar, però hi ha gent que val la pena l'esforç."
El 2013, Keith DeCandido va donar a l'episodi una puntuació de 6 sobre 10 per a Tor.com, escrivint: "El passadís explota, tothom entra en pànic, no sabem què ha passat, i després descobrim que Bashir els va ficar en un passadís, i sembla que es van unir mentre hi eren atrapats, perquè ara tots són amics. Hauria preferit que m'ho haguessin ensenyat que no pas que m'ho haguessin dit. (Tot i que l'expressió a la cara de Kira quan s'adona que Bashir ha salvat la situació no té preu, i és un exemple particularment bo de com de bona és Nana Visitor amb les expressions facials.)"
El 2019, Io9 va destacar "The Forsaken" per emparellar els personatges Odo i Lwaxana.